# تايلور جوردن
تايلور جوردن (بالإنجليزية: Taylor Jordan) هو لاعب كرة قاعدة أمريكي، ولد في 17 يناير 1989 في ميريت آيلاند في الولايات المتحدة.

## وصلات خارجية
- تايلور جوردن على موقع دوري كرة القاعدة الرئيسي (الإنجليزية)
- تايلور جوردن على موقعبيزبول رفرنس.كوم (الدوري الرئيسي) (الإنجليزية)
- تايلور جوردن على موقعبيزبول رفرنس.كوم (الدوري الثانوي) (الإنجليزية)
- تايلور جوردن على موقع إي إس بي إن.كوم (أم.أل.بي) (الإنجليزية)
- تايلور جوردن على موقع مشجعي الرسوم البيانية (الإنجليزية)